# Sân vận động Zdzisław Krzyszkowiak
Sân vận động Zdzisław Krzyszkowiak (tiếng Ba Lan: Stadion im. Zdzisława Krzyszkowiaka Zdzisława Krzyszkowiaka) là một sân vận động đa dụng ở Bydgoszcz, Ba Lan. Nó được hoàn thành vào năm 1960 với sức chứa khoảng 35.944  chỗ ngồi trên băng ghế gỗ. Sân vận động đã được xây dựng lại hoàn toàn vào năm 2007-2008, và sức chứa hiện tại là 20.247 người. Nó hiện đang được sử dụng cho các trận đấu bóng đá và các sự kiện Điền kinh trong sân vận động. Sân vận động được đặt theo tên của vận động viên giành huy chương vàng Olympic Ba Lan Zdzisław Krzyszkowiak.

## Điền kinh
Sân vận động Zdzisław Krzyszkowiak đã tổ chức một số cuộc thi thể thao quốc gia:
- 14 trên 94 giải vô địch điền kinh cao cấp quốc gia Ba Lan (cuối năm 2016)

và ở cấp độ quốc tế:
- 1999 - Giải vô địch trẻ thế giới
- 2000 - Giải vô địch cúp châu Âu
- 2001 - Lễ hội tiếp sức châu Âu
- 2003 - Giải vô địch U23 điền kinh châu Âu [2]
- 2004 - Cúp châu Âu
- 2008, 2016 - Giải vô địch thế giới thiếu niên về điền kinh
- 2017 - Giải vô địch U23 điền kinh châu Âu
- 2019 - Giải vô địch đồng đội châu Âu

## Bóng đá
Nó đã là nơi tổ chức 10 trận đấu quốc tế của đội tuyển bóng đá quốc gia Ba Lan. Năm 2017, sân vận động là một trong những địa điểm của Giải vô địch U21 châu Âu 2017. Năm 2019, đây là một trong những địa điểm tổ chức của FIFA U-20 World Cup 2019. 
| Gì            | Không | Ngày                      | Ghi bàn     | Đối thủ           | Mục tiêu cho Ba Lan                     |
| ------------- | ----- | ------------------------- | ----------- | ----------------- | --------------------------------------- |
| Trận giao hữu | 253.  | Ngày 15 tháng 10 năm 1972 | 3: 0 (2: 0) | Tiệp Khắc         | Kazimierz Deyna 2, Robert Gadocha       |
| Trận giao hữu | 370.  | Ngày 24 tháng 5 năm 1981  | 3: 0 (2: 0) | Cộng hòa Ireland  | Andrzej Iwan, O'Leary (OG), Roman Ogaza |
| Trận giao hữu | 428.  | Ngày 7 tháng 10 năm 1986  | 2: 2 (1: 0) | CHDCND Triều Tiên | Ryszard Tarasiewicz, Jan Karaś          |
| Trận giao hữu | 438.  | Ngày 2 tháng 9 năm 1987   | 3: 1 (3: 0) | România           | Marek Leśniak 2, Andrzej Rudy           |
| Trận giao hữu | 597.  | Ngày 25 tháng 4 năm 2001  | 1: 1 (0: 0) | Scotland          | Radosław Kałużny                        |
| Trận giao hữu | 608.  | Ngày 17 tháng 4 năm 2002  | 1: 2 (0: 2) | România           | Tomasz Hajto                            |
| Trận giao hữu | 636.  | 28 tháng 4 năm 2004       | 0: 0 (0: 0) | Cộng hòa Ireland  | -                                       |
| Q EURO 2008   | 670.  | Ngày 2 tháng 9 năm 2006   | 1: 3 (0: 0) | Phần Lan          | Łukasz Garguła                          |
| Trận giao hữu | -     | Ngày 12 tháng 8 năm 2009  | 2: 0 (2: 0) | Hy Lạp            | Ludovic Obraniak 2                      |
| Trận giao hữu | -     | Ngày 18 tháng 11 năm 2009 | 1: 0 (1: 0) | Canada            | Maciej Rybus                            |

## Hình ảnh

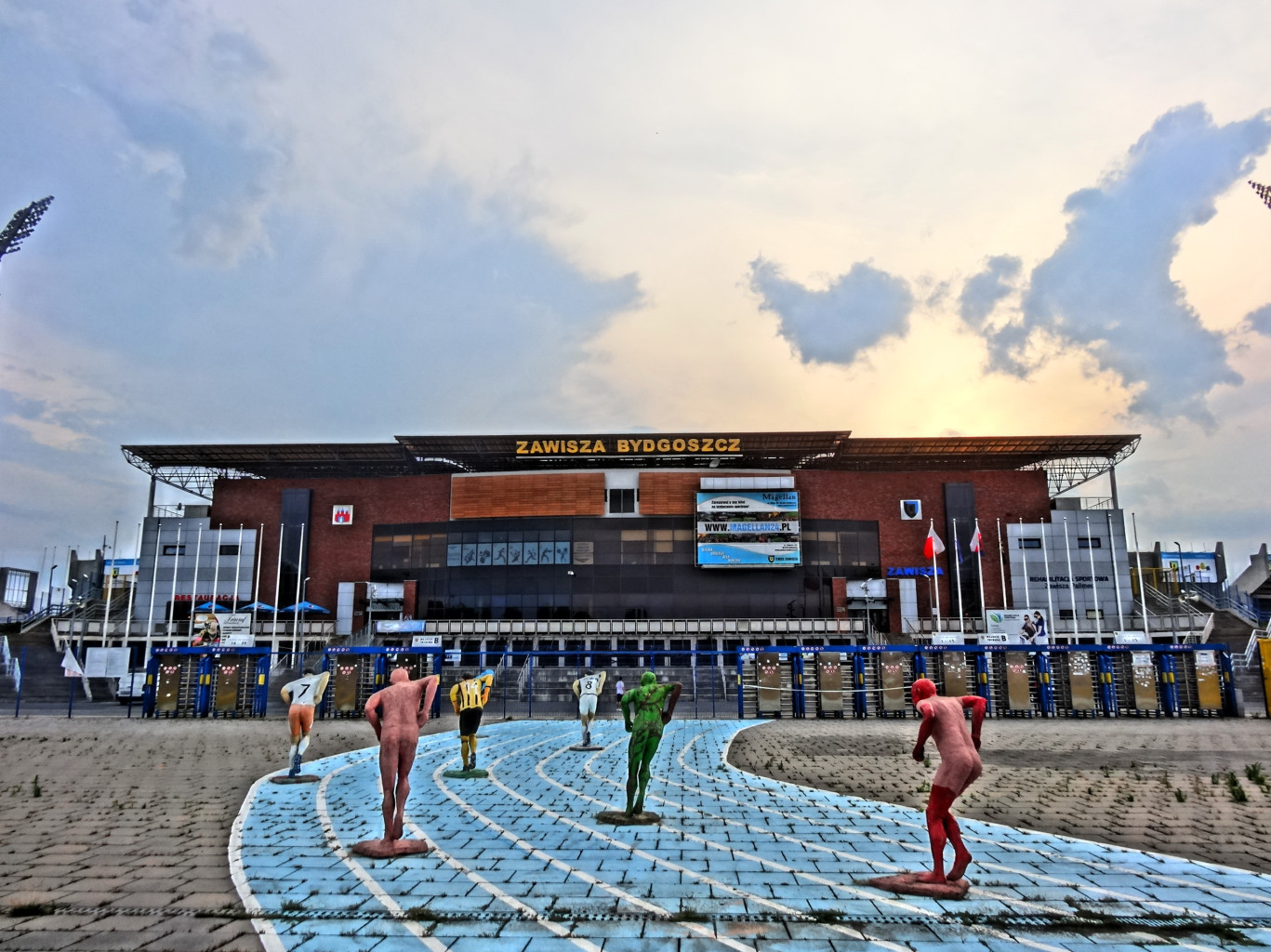
Lối vào chính trên đường Gdańska
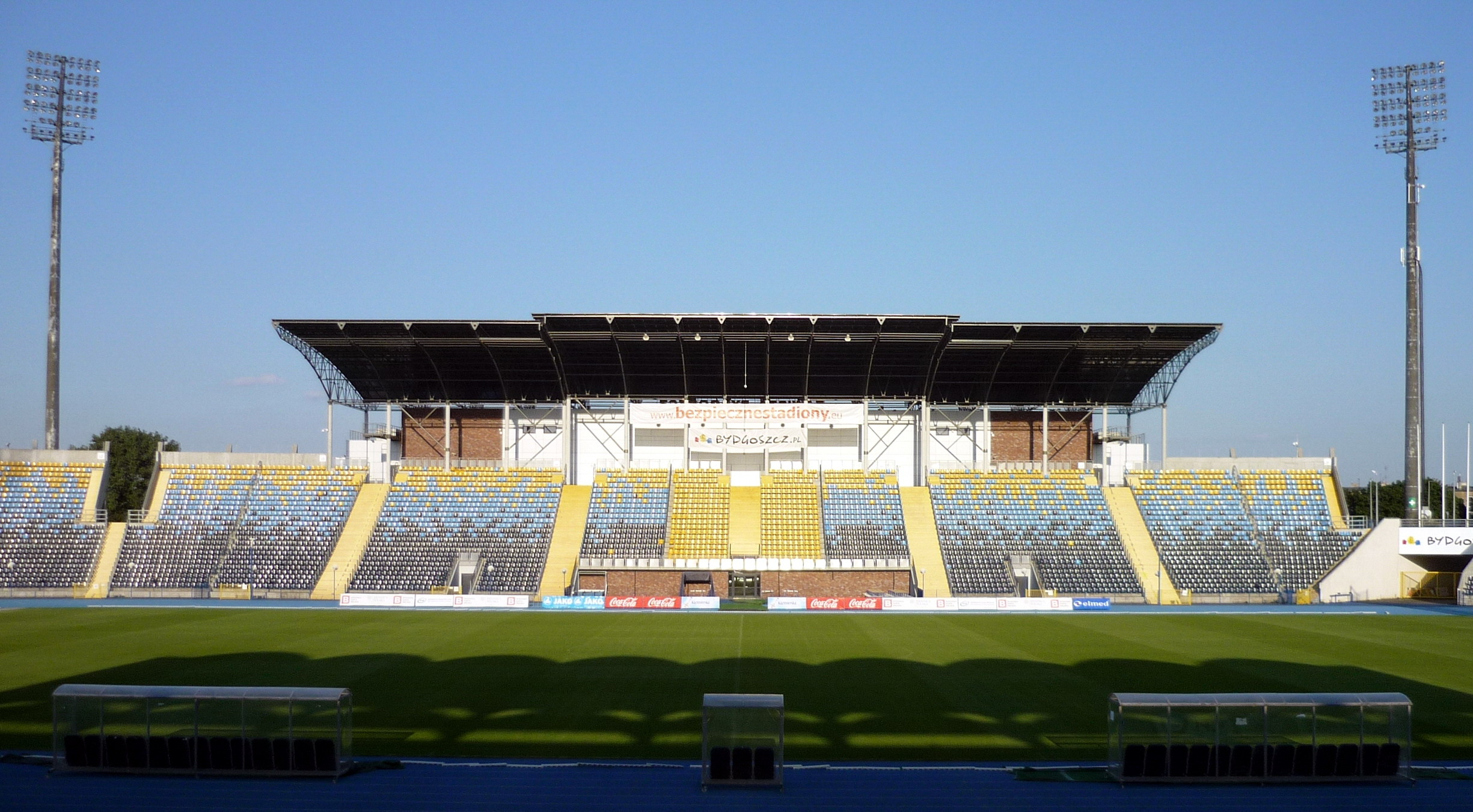
Tribune B
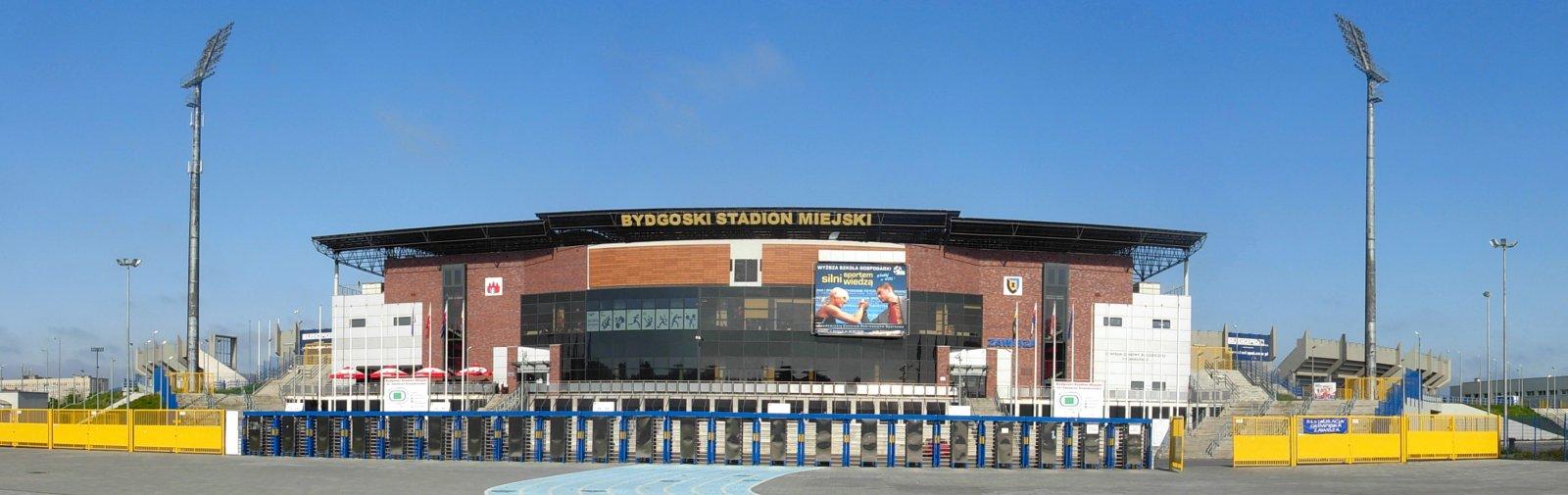
Lối vào chính, và tòa nhà câu lạc bộ
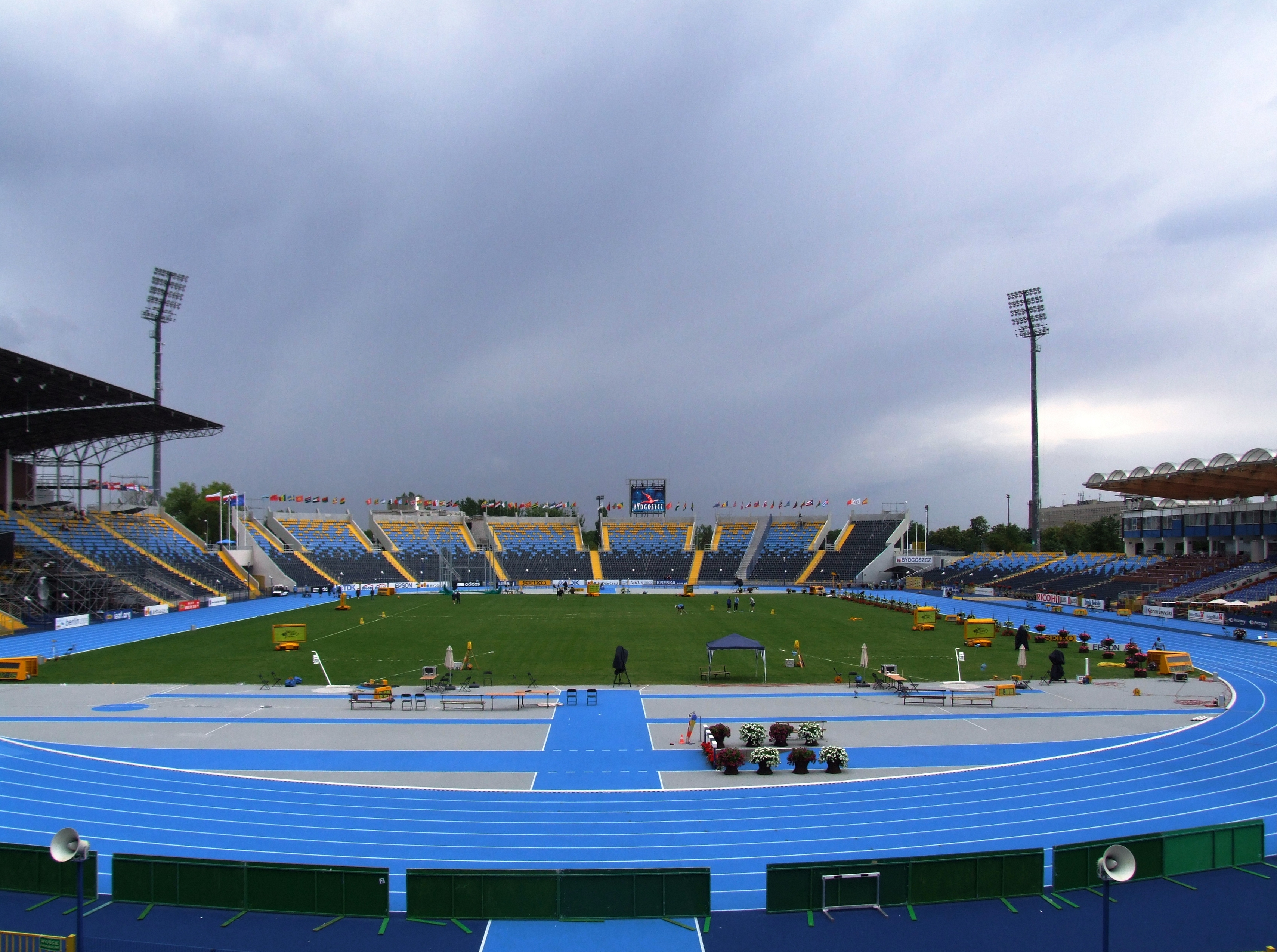
Giải vô địch thế giới điền kinh thiếu niên 2008
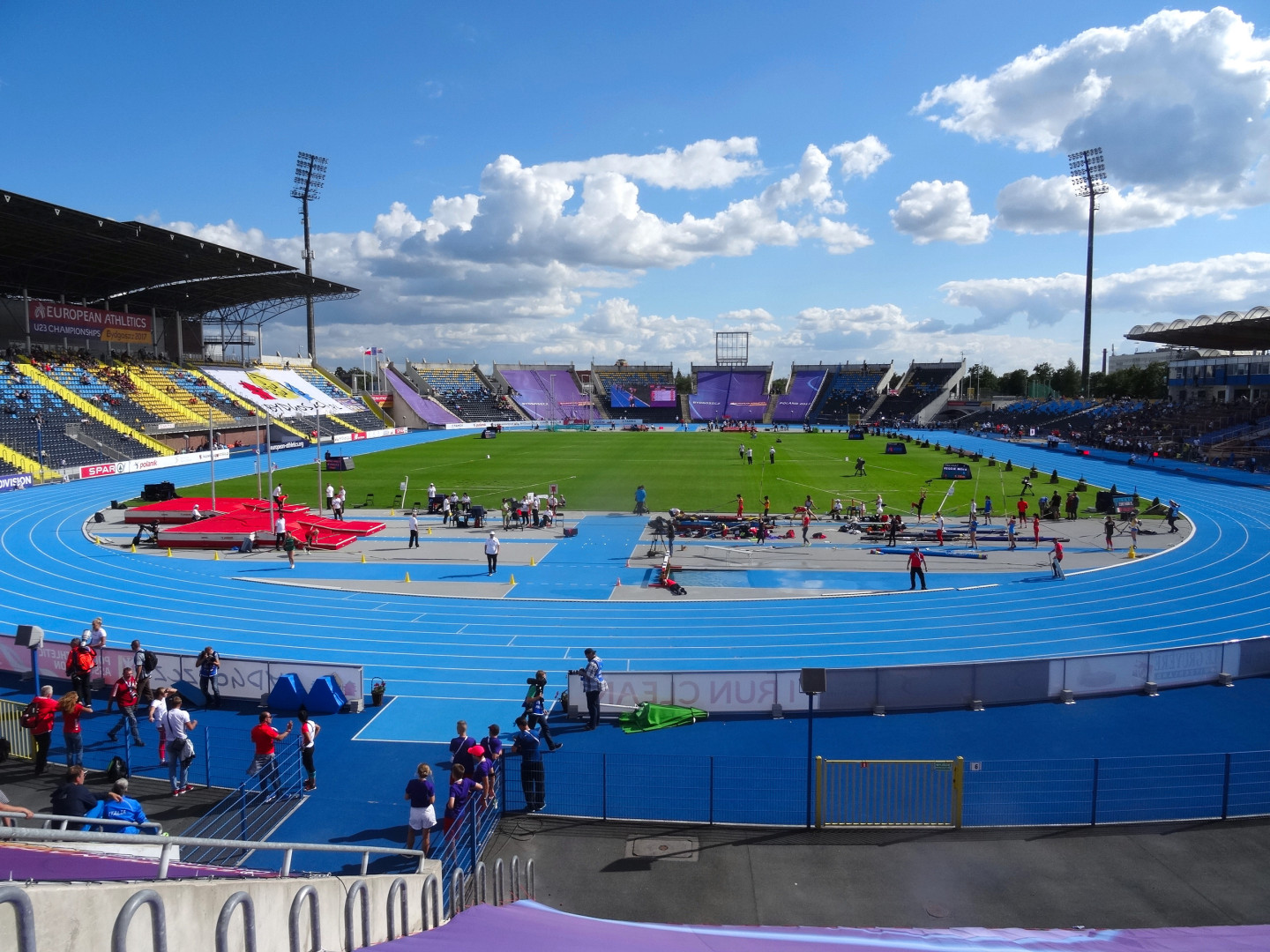
Giải vô địch điền kinh U23 châu Âu 2017